# Lottery Ticket
Lottery Ticket (en español El Billete Ganador) es una película de comedia de 2010 dirigida por Erik White y protagonizada por Bow Wow, Brandon T. Jackson, Naturi Naughton, Keith David, Charlie Murphy, Gbenga Akinnagbe, Loretta Devine y Ice Cube en papeles principales. La película fue estrenada en 20 de agosto de 2010.

## Sinopsis
La trama está basada en la vida de Kevin Carson quien ganó en la lotería $370 millones de dólares, y pronto se da cuenta de que la gente del pueblo no son sus amigos de verdad, sino que están en busca de su dinero.

## Elenco
- Bow Wow como Kevin Carson.
- Brandon T. Jackson como Benny.
- Naturi Naughton como Stacie.
- Loretta Devine como Abuela.
- Ice Cube como Jerome "Thump" Washington.
- Gbenga Akinnagbe como Lorenzo Mack.
- Keith David como Sweet Tee.
- Terry Crews como Jimmy.
- Charlie Murphy como "Semaj" (James).
- Teairra Mari como Nikki Swazey.
- Jason Weaver como Ray Ray.
- Leslie Jones como Tasha.
- Vince Green como Malik.
- Malieek Straughter como Deangelo.
- T-Pain como Junior.
- Bill Bellamy como Giovanni Watson.
- Mike Epps como Reverend Taylor.
- IronE Singleton como Vecino.
- Lil Twist como El muchacho en barrio.

## Recepción de la crítica
Lottery Ticket cuenta con una recepción mezclada por el Cine crítico Con Tomatometer del 34% basado en 79 críticas, el Rotten Tomatoes publicó un consenso: "Hay un mensaje que vale la pena en el corazón de Lottery Ticket, pero está enterrado bajo humor caduco, estereotipos gastados y clichés obvios". Tiene la aprobación del 45% de la audiencia, que se utiliza para calcular la recepción pública de los votos de los usuarios del sitio.

## Canciones de la película
1. "Workin' Man Blues" - Aceyalone (com Bionik)
2. "Look At Me Now" - King Juju
3. "Lord Rescue Me" - Jason Eskridge
4. "If You're Really Hood" - the Handlebars
5. "What You Talkin About" - Classic
6. "How Low" - Ludacris
7. "I Make the Hood Look Good" - T-Drop
8. "Tim & Bob Groove 1" - Tim & Bob
9. "We Like to Party" - Ben and Family
10. "Mysterious Love" - Lamar J and Deshawn Williams (of Take 2)
11. "I Be Doin It" - Classic
12. "Outta Control" - Envy
13. "Gangsta Party" - Classic
14. "Southside" - Johnny Ringo
15. "I Can Transform Ya"*- Chris Brown
16. "Money (That's What I Want) - Barrett Strong
17. "Hallelujah"*
18. "All Your Bass" - T-Pain
19. "Tim & Bob Groove 2" - Tim & Bob
20. "Deez Hips" - Dem Naughty Boyz
21. "Oh Happy Day" - Edwin Hawkins Singers
22. "Whoa Now" - B Rich
23. "Million Bucks" - Maino (com Swizz Beatz)
24. "Tim & Bob Groove 3" - Tim & Bob
25. "I Invented Sex" - Trey Songz (com Drake)
26. "Standing in the Rain" - Al Green
27. "Come By Here My Lord" - Tick Ticker
28. "Un-Thinkable (I'm Ready)" - Alicia Keys (com Drake)
29. "Let My People Go" - Darondo
30. "Take Your Shirt Off" - T-Pain
31. "Here to Party" - Classic
32. "For My Hood" - Bow Wow (com Sean Kingston)